# NGC 2084
NGC 2084 ist die Bezeichnung eines Emissionsnebels im Sternbild Dorado.
Das Objekt wurde am 1. Januar 1835 von dem Astronomen John Herschel entdeckt.